# Beňovy
Beňovy jsou malá vesnice, část města Klatovy ve stejnojmenném okrese v Plzeňském kraji. Nachází se asi 2,5 kilometru západně od Klatov. Prochází zde silnice I/22. Beňovy leží v katastrálním území Klatovy o výměře 27,21 km².

## Historie
První písemná zmínka o vesnici pochází z roku 1227.

## Obyvatelstvo
| Rok            | 1869 | 1880 | 1890 | 1900 | 1910 | 1921 | 1930 | 1950 | 1961 | 1970 | 1980 | 1991 | 2001 | 2011 | 2021 |
| -------------- | ---- | ---- | ---- | ---- | ---- | ---- | ---- | ---- | ---- | ---- | ---- | ---- | ---- | ---- | ---- |
| Počet obyvatel | 105  | 122  | 160  | 130  | 175  | 0    | 193  | 0    | 154  | 133  | 122  | 81   | 84   | 61   | 54   |
| Počet domů     | 10   | 11   | 14   | 12   | 13   | 14   | 15   | 0    | 0    | 17   | 17   | 13   | 18   | 17   | 18   |

## Obecní správa
Při sčítání lidu v letech 1900–1920 Beňovy byly osadou města Klatovy ve stejnojmenném okrese. V následujícím období byla osada úředně zrušena a jako část města Klatovy byla obnovena roku 1964.

## Další fotografie

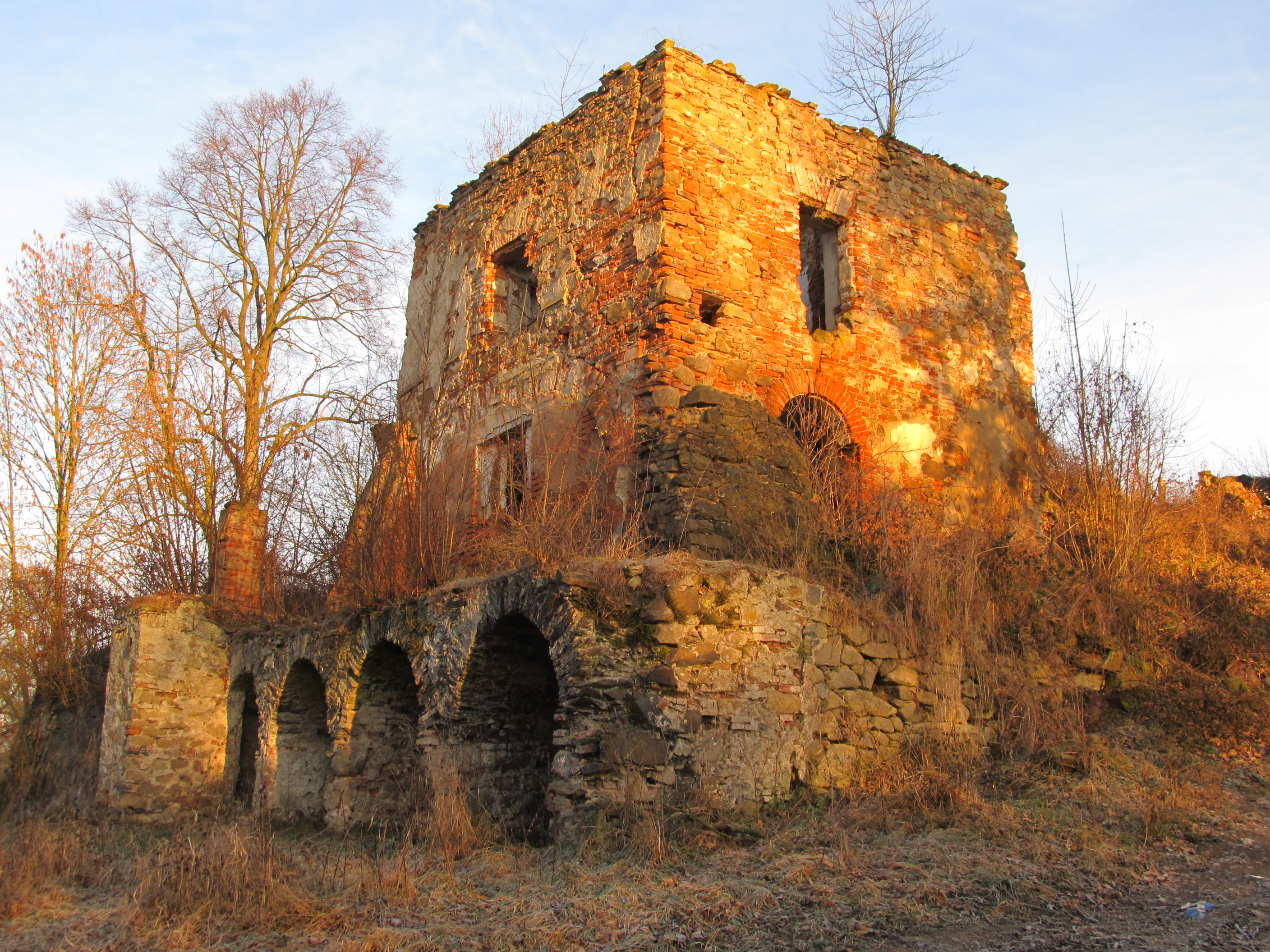
Zřícenina tvrze
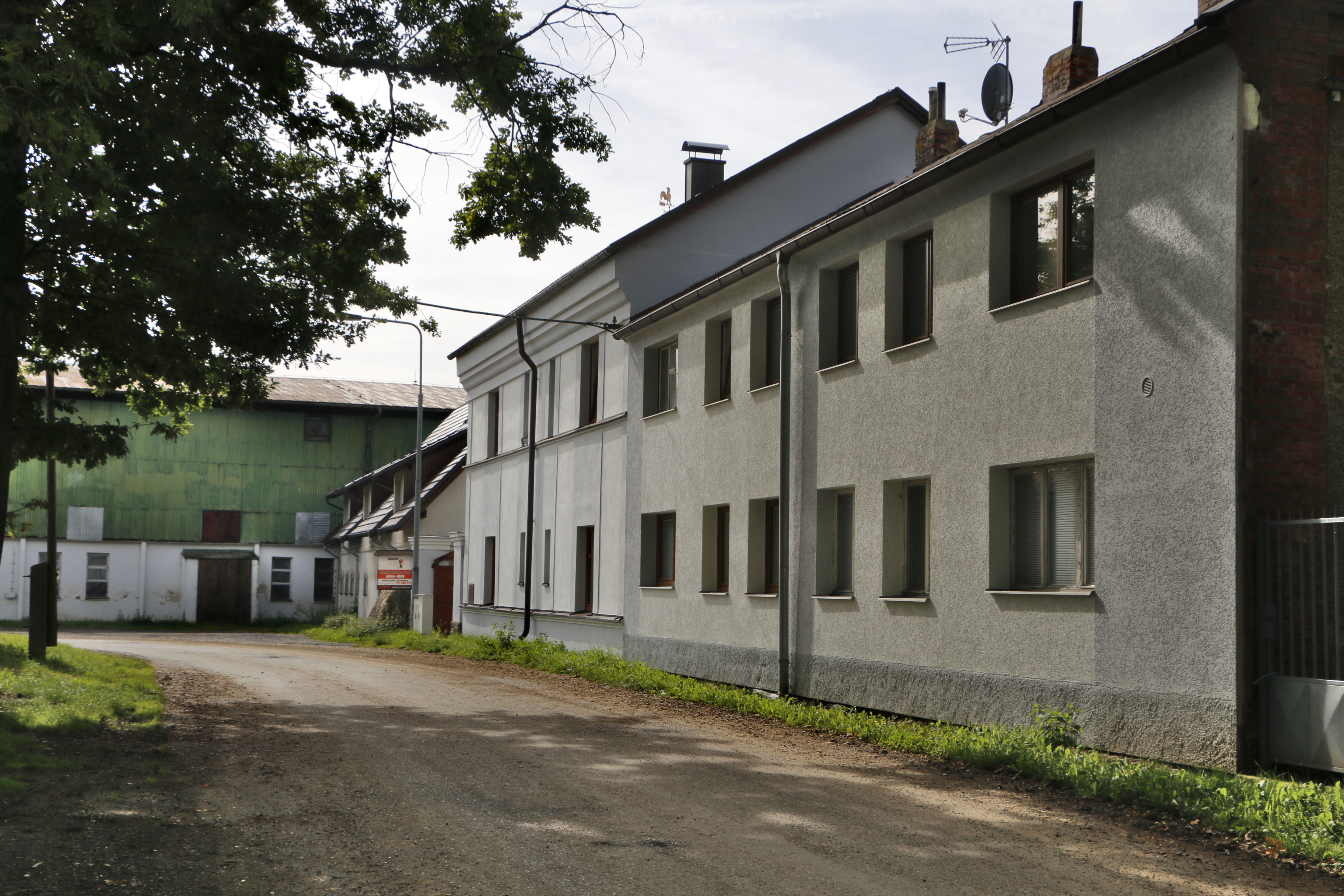
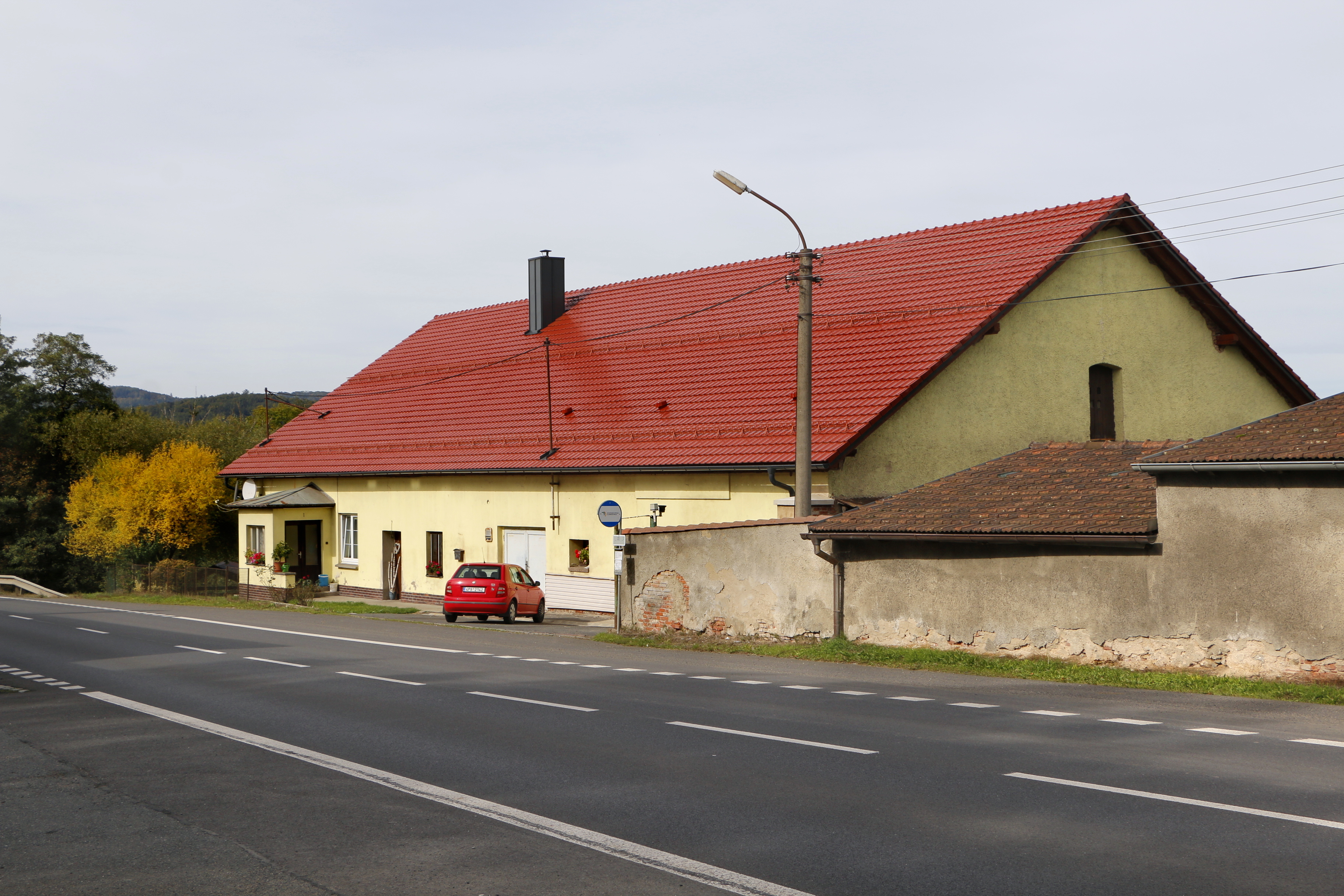
Dům čp. 1